# Rahmenabkommen von Ohrid

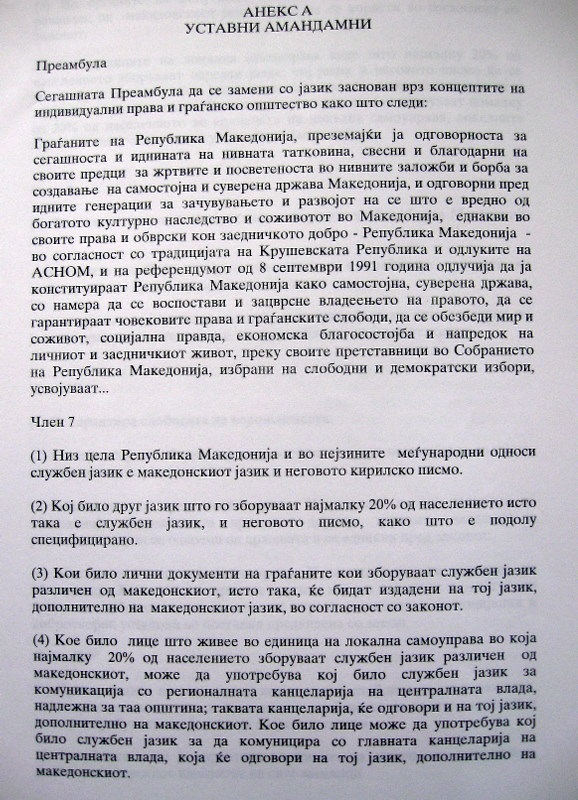
Anhang des Rahmenabkommens

Das Rahmenabkommen von Ohrid (mazedonisch Охридски рамковен договор Ohridski ramkoven dogovor; albanisch Marrëveshja e Ohrit) ist eine zwischen den beiden größten mazedonischen und den beiden großen albanischen Parteien Nordmazedoniens am 13. August 2001 geschlossene Vereinbarung, die eine angemessene Repräsentation der albanischen Minderheit in Politik und Verwaltung sichern soll. Es beendete die gewaltsamen Auseinandersetzungen des Jahres 2001 im Land und sollte eine tragfähige politische Ordnung etablieren.
Die separatistische und militaristische Gruppierung Albanische Befreiungsarmee in Mazedonien (UÇK) strebte in der ersten Jahreshälfte 2001 durch gewaltsame Auseinandersetzungen den Anschluss der albanischen Siedlungsgebiete in Nordmazedonien an das Kosovo an. Die durch die Aktionen dieser Gruppierung ausgelösten Unruhen hätten zum Bürgerkrieg und in der Konsequenz zur Auflösung des mazedonischen Staates führen können. Auf Druck der Europäischen Union und der USA entschlossen sich die Vertreter der vier größten Parteien des Landes, Gespräche aufzunehmen, wie der ethnische Konflikt zwischen der mazedonischen Mehrheit und der albanischen Minderheit zu lösen seien.
Mit Hilfe internationaler Vermittler einigte man sich in Ohrid nach Verhandlungen vom 27. Juli bis 8. August 2001 auf ein Rahmenabkommen, das unter anderem eine Dezentralisierung der Verwaltung, eine Neuziehung der Gemeindegrenzen und weitergehende Verwendungsmöglichkeiten für die albanische Sprache in der Verwaltung vorsah. Von Bedeutung ist hierbei insbesondere das zur Anwendung kommende Prinzip doppelter Mehrheiten (Badinter-Prinzip), also einer Mehrheit auch unter denjenigen Abgeordneten, die eine Minderheit vertreten, also vornehmlich die ethnisch-albanischen Abgeordneten.
Unterzeichner des Abkommens waren seitens der Regierung Nordmazedoniens der Präsident Boris Trajkovski und der Ministerpräsident Ljubčo Georgievski, zugleich Vorsitzender der VMRO-DPMNE. Als Parteivertreter unterzeichneten Branko Crvenkovski als Vorsitzender der Socijaldemokratski Sojuz na Makedonija, Arbën Xhaferi als Vorsitzender der Albanischen Demokratischen Partei und Imer Imeri als Vorsitzender der Partei für Demokratische Prosperität. Als Zeugen werden die Vermittler François Léotard der Europäischen Union und James W. Pardew als der USA aufgeführt. Anwesend waren zudem Javier Solana, George Robertson und Jaime Gama als Vertreter der OSZE.
Das Abkommen selbst hatte keinerlei Rechtsverbindlichkeit. Vielmehr mussten die darin vorgesehenen Veränderungen, durch Gesetze des mazedonischen Parlaments in geltendes Recht umgesetzt werden. Dies ist in den folgenden Jahren größtenteils auch geschehen. Einige albanische Politiker brachten 2009 jedoch Zweifel an der Umsetzung des Abkommens auf (vgl. Nordmazedonien#Innenpolitik).

„Das Rahmenabkommen hat zur innenpolitischen Stabilität Mazedoniens entscheidend beigetragen und die albanische Bevölkerung näher an den Staat herangeführt, die ethnische Segregation der Gesellschaft konnte dadurch aber nicht überwunden werden.“